# プロジェクト・リムーバー
『プロジェクト・リムーバー』は、木村明広（原案）、篠崎砂美（著）による日本のライトノベル。イラストは原案担当の木村が担当している。電撃文庫（メディアワークス）より1997年11月から1998年10月まで刊行された。また続編に『リムーバー・ソウル』があり、同レーベルより2000年3月から2001年5月まで刊行された。
メディアミックスとして、原案者の木村明広によるコミカライズも連載された。

## ストーリー
西暦2035年、東京に大きな被害を巻き起こした、第二次関東大震災から3年後。
数年ぶりに日本へと帰ってきた風間基樹が弟である敬介と再会して間もなく、暴走したクレーン車が彼らに襲い掛かる……。複合企業EXEF(イグゼフ)社の大量のロボットの活躍により、東京は再建に向かっていたが、同時にEXEF社に支配されつつあった。一方、震災後の再開発計画で、強制的に地上げをされた人や、会社崩壊で仕事を失った人々が集まるスラムも存在し、テロ活動も発生する。EXEFロボトロニクスでは、汎用ヒューマノイド型自立行動ロボットの開発を極秘で行う。開発に携わる科学者・風間基樹らは、そのロボット・ムーバーが何のために利用されるかなど知るすべもなかった。

## 登場人物
風間基樹（かざま もとき）
年齢：30歳 / 身長：178cm / 職業：EXEロボトロニクスUSA社員
2007年生まれ。有能な科学者。風間敬介の兄。

風間敬介（かざま けいすけ）
年齢：19歳 / 身長：174cm / 職業：フリーター
2018年生まれ。一人で走るのを好む大のバイク野郎。風間基樹の弟。

中森香也（なかもり かや）
年齢：19歳 / 身長：155cm / 職業：大学生
チームAJの紅一点。バイクの腕はいまいちだが、明るく面倒見がいい。風間敬介の幼馴染みの女性。敬介より年上。

葉山深雪（はやま みゆき）
EXEF（イクゼフ）社の研究員。風間基樹の同僚（上司）。

黒田重蔵（くろだ じゅうぞう）
EXEF社の副社長。

真田栄治（さなだ えいじ）
年齢：20歳 / 身長：176cm / 職業：大学生
地震で兄弟を失い、バイクチームAJのヘッドとなる。不良な性格。

川村いづみ（かわむら いづみ）
漫画版のみのオリジナルキャラクター。

ムーバー

リムーバー

草薙秀 （くさなぎ しゅう）
ESPの訓練生。
第二次関東大震災で生き埋めになった家族を災害救助ロボットによって救われた過去を持つ。
草薙輝 （くさなぎ あきら）
杏樹（あんじゅ）

## 既刊一覧

### 小説

#### プロジェクト・リムーバー
- 篠崎砂美（著）・木村明広（原案・イラスト） 『プロジェクト・リムーバー』 メディアワークス〈電撃文庫〉、全3巻
  1. 「人の姿を備えしもの」1997年11月25日初版発行（11月10日発売[3]）、ISBN 4-07-307419-9
  2. 「人の容を超えしもの」1998年4月25日初版発行（4月10日発売[4]）、ISBN 4-07-308554-9
  3. 「人の心を伝えしもの」1998年10月25日初版発行（10月10日発売[5]）、ISBN 4-07-309996-5

#### リムーバー・ソウル
- 篠崎砂美（著）・木村明広（原案・イラスト） 『リムーバー・ソウル』 メディアワークス〈電撃文庫〉、全3巻
  1. 「人のこころをやどしもの」2000年3月25日初版発行（3月10日発売[6]）、ISBN 4-8402-1477-8
  2. 「人の力になりしもの」2000年9月25日初版発行（3月10日発売[7]）、ISBN 4-8402-1609-6
  3. 「人の魂にふれしもの」2001年5月25日初版発行（5月10日発売[8]）、ISBN 4-8402-1817-X

### 漫画
- 木村明広 『プロジェクト・リムーバー』 メディアワークス〈電撃コミックス〉、全2巻
  1. 1999年3月15日初版発行（2月27日発売[9]）、ISBN 4-07-311059-4
  2. 1999年10月15日初版発行（9月27日発売[10]）、ISBN 4-8402-1331-3